# Eurema lacteola
Eurema lacteola är en fjärilsart som först beskrevs av William Lucas Distant 1886.  Eurema lacteola ingår i släktet Eurema och familjen vitfjärilar. Inga underarter finns listade i Catalogue of Life.

## Bildgalleri

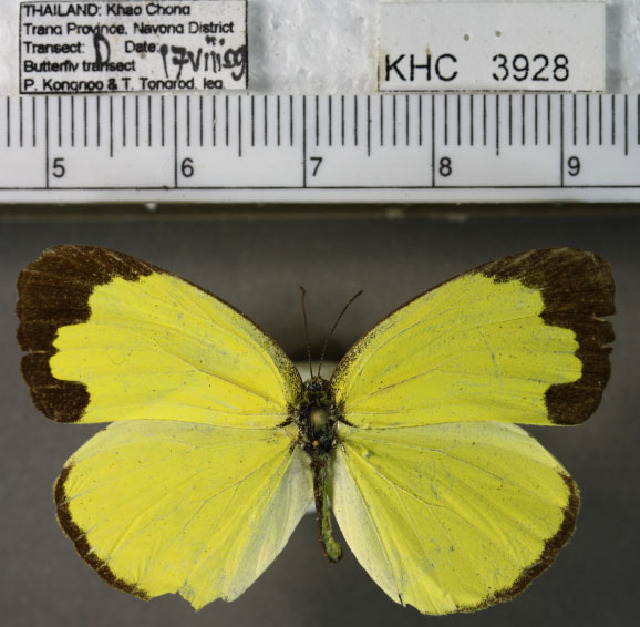
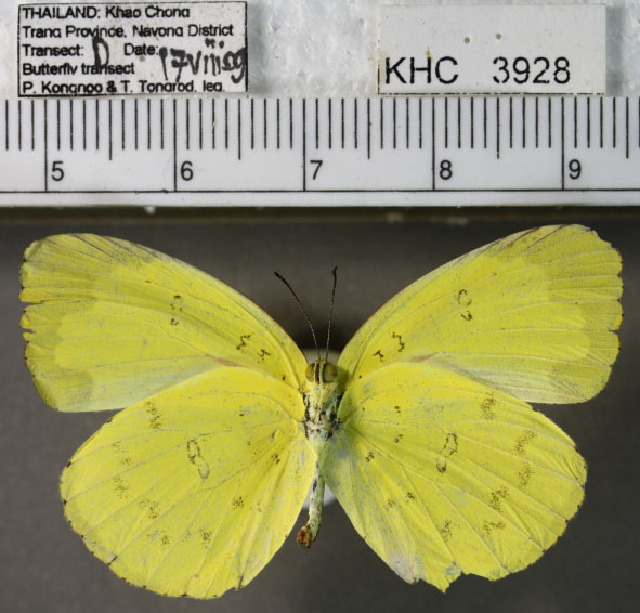